# Sint Maarten
Sint Maarten è una nazione costitutiva del Regno dei Paesi Bassi, assieme a Paesi Bassi e agli stati caraibici di Aruba e Curaçao. Il territorio è costituito dalla parte meridionale dell'isola di Saint Martin, situata nel sud del Mare Caraibico. Il capoluogo è Philipsburg. Sint Maarten confina a nord con Saint-Martin, una collettività d'oltremare dipendente dalla Francia, il cui territorio costituisce la parte settentrionale dell'isola.
Il Regno dei Paesi Bassi agisce come nazione unitaria in materia di difesa, politica estera e cittadinanza, mentre Sint Maarten, quale nazione costitutiva, agisce come nazione indipendente per tutte le altre materie (ad esempio interni, sanità, istruzione e trasporti).
Dal momento che la condizione della parte francese è cambiata in collettività d'oltremare nel 2007, in seguito all'assegnazione nell'ottobre del 2007 del codice ISO 3166-1 MF alla metà francese di San Martin, la parte olandese ha ricevuto il codice ISO 3166-1 SX.
Sint Maarten, assieme a Curaçao, utilizza tuttora come valuta il Fiorino caraibico (ex Fiorino delle Antille Olandesi), moneta agganciata al Dollaro statunitense con cambio fisso.

## Storia

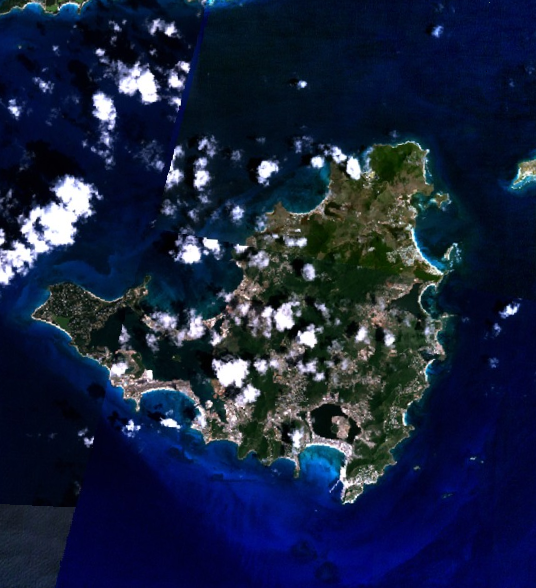
Immagine satellitare NASA NLT Landsat 7

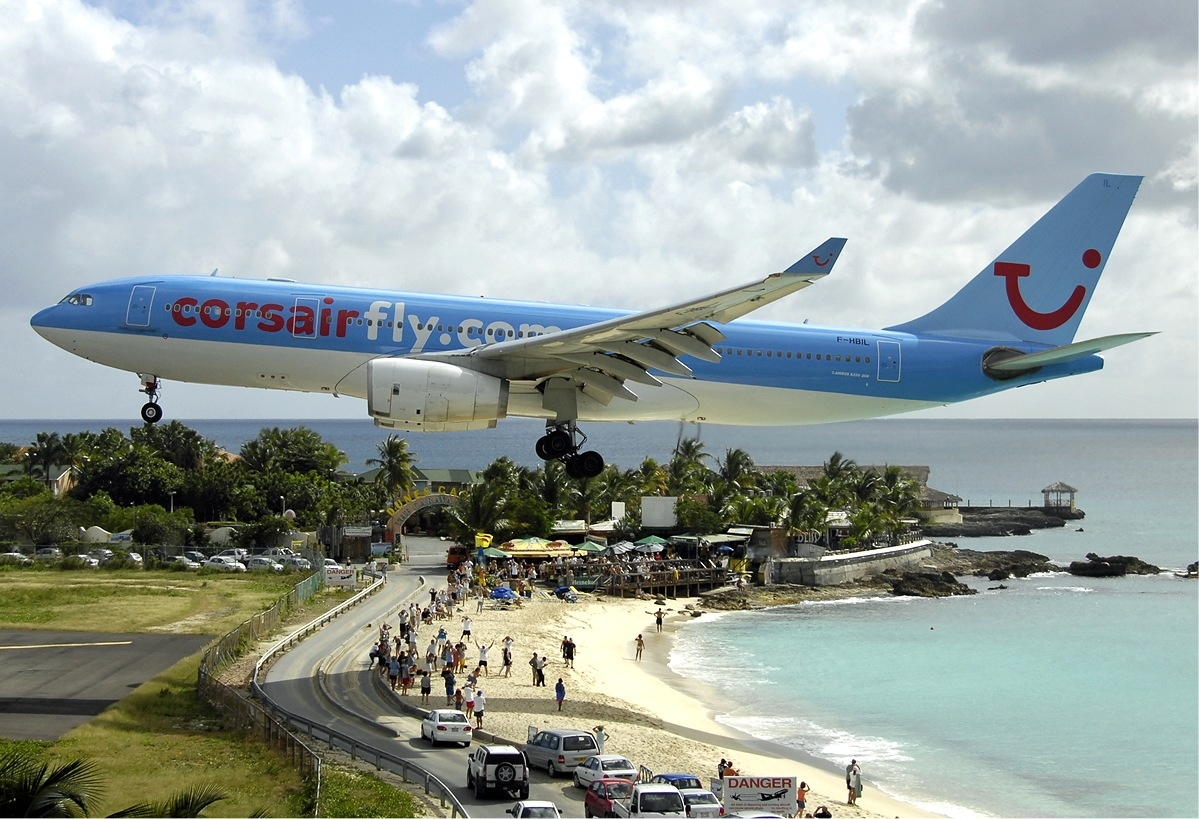
Aereo di Corsairfly a Maho Beach

Nel 1994 il Regno dei Paesi Bassi e la Francia firmarono il "Trattato franco-olandese sul controllo dei confini di Saint-Martin/Sint Maarten", che consente un controllo del confine congiunto franco-nederlandese su cosiddetti "voli a rischio". Dopo un certo ritardo, il trattato è stato ratificato nel novembre 2006 nei Paesi Bassi ed è entrato in vigore il 1º agosto 2007. Sebbene il trattato sia adesso in vigore, le sue disposizioni non sono ancora implementate, in quanto il gruppo di lavoro specifico non è stato ancora istituito.
Il 10 ottobre 2010, in seguito a un referendum, Sint Maarten è diventata nazione costitutiva nell'ambito del Regno dei Paesi Bassi, divenendo a livello costituzionale paritetica ad Aruba, Curaçao e agli stessi Paesi Bassi.